# Холмолеево
Холмолеево — опустевший поселок в Няндомском районе Архангельской области.

## География
Находится в юго-западной части Архангельской области на расстоянии приблизительно 21 км на север по прямой от административного центра района города Няндома.

## История
Поселок возник в 1930 году для поселения репрессированных. До 2022 года входил в Шалакушское сельское поселение до его упразднения.

## Население
Численность населения не была учтена как в 2002 году, так и в 2010.